# KV9
KV9 (Kings' Valley 9) è la sigla che identifica una delle tombe della Valle dei Re in Egitto; era la sepoltura iniziata per Ramses V e usata poi per Ramses VI (entrambi sovrani della XX dinastia).

## Storia

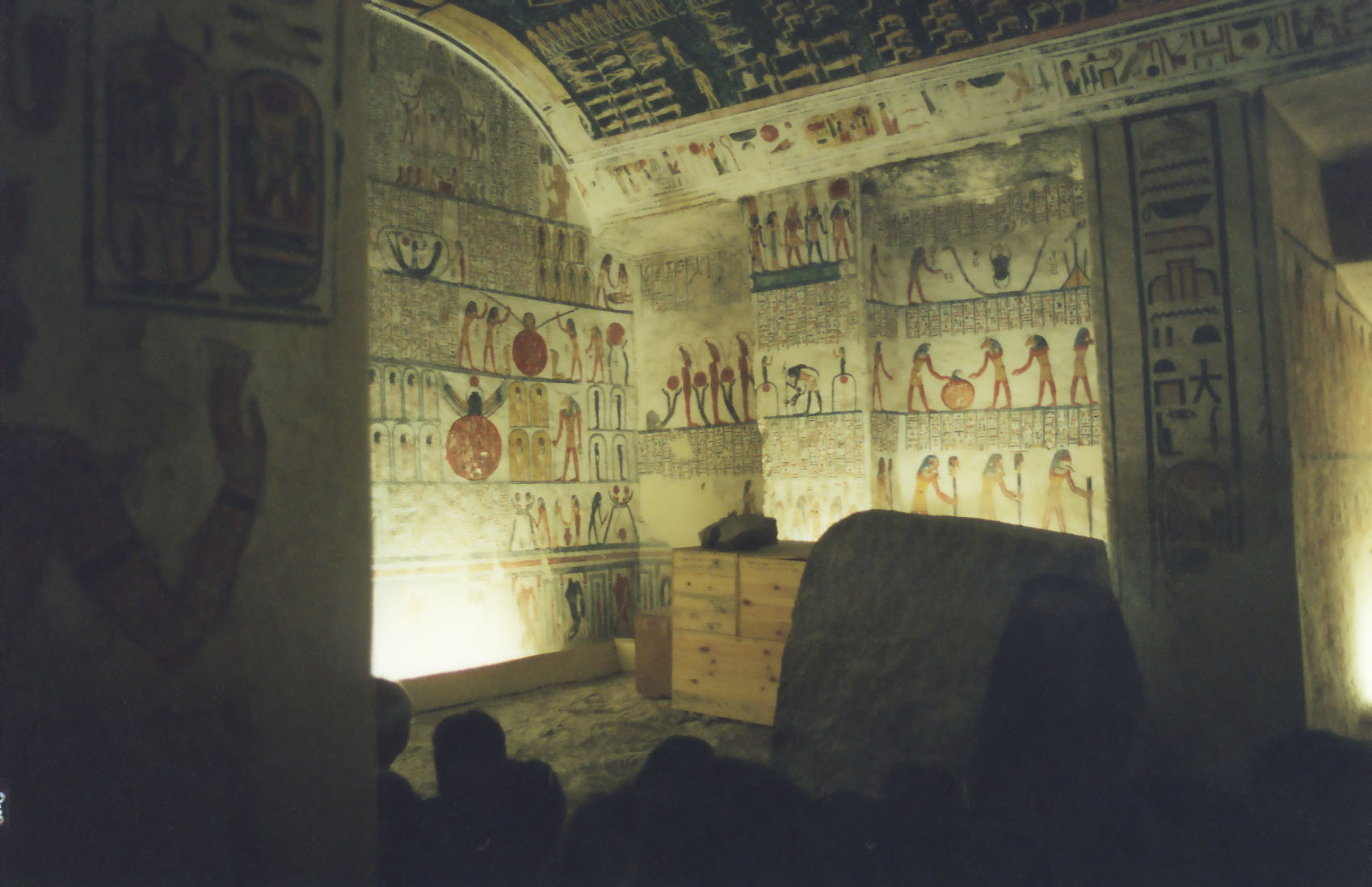
La camera funeraria di KV9

La tomba fu inizialmente preparata per Ramses V, come rivelano peraltro i rilievi e i cartigli del primo corridoio a lui riferiti e successivamente ricoperti con quelli di Ramses VI, ma i lavori vennero interrotti a metà del terzo corridoio; da qui ripresero sotto Ramses VI che vi fu sepolto.
Non è tuttavia noto se Ramses V sia comunque stato sepolto in questa tomba e solo successivamente traslato in altra sepoltura, o se i due re abbiano condiviso la KV9 per qualche tempo. Le mummie di entrambi vennero scoperte nella KV35 nel 1898.
Nota fin dall'antichità come attestato dai 995 graffiti di età greco-romana  e copta presenti in tutta la tomba, venne rilevata e mappata da Richard Pococke nel 1737-1738, ugualmente mappata e rilevata dalla spedizione napoleonica del 1799. Al 1828-1829 risale il rilevamento epigrafico a cura della spedizione franco-toscana di Ippolito Rosellini e al 1888 i primi scavi sistematici di Georges Daressy. Nuovi rilevamenti epigrafici nel 1958 a cura di Alexandre Piankoff  e, nel 1996 e nel 1998-2000, di Adam Lukaszewicz che focalizzò la sua attenzione sui graffiti greco-romani.
Il papiro Mayer B registra furti in KV9, ed un graffito datato al nono anno di regno di Ramses IX attesta un’ispezione della tomba a seguito di una denuncia di furto al suo interno.

## Architettura

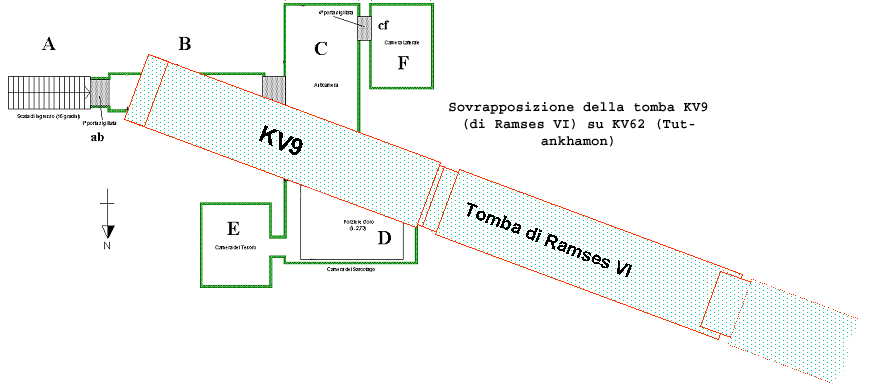
Sovrapposizione di KV9 a KV62

La struttura architettonica segue l’andamento rettilineo tipico delle tombe dalla XX dinastia con corridoi successivi che raggiungono una camera con quattro pilastri attraversata da una rampa in discesa, priva di scale che, a sua volta, dà accesso ad altri due corridoi il secondo dei quali presenta il soffitto orizzontale, ma il pavimento in discesa poiché lo scavo rettilineo aveva intercettato la sovrastante tomba KV12. Tale rampa consente alla struttura, perciò, di passare sotto la KV12; dopo un ultimo corridoio, si apre la camera funeraria con soffitto a volta e quattro pilastri anteriori di cui solo due ultimati mentre altri due, pur essendo in buona parte già ricavati nella roccia, non vennero ultimati. La camera non venne, nel suo insieme, terminata giacché nella parte posteriore sono visibili altri quattro analoghi pilastri che dovevano essere estratti dalla roccia e che sono, invece, rimasti incompiuti e solo ad un primo abbozzo di estrazione.
Una fossa scavata nel pavimento della camera funeraria per accogliere il sarcofago non venne ultimata e venne successivamente adattata per accogliere un sarcofago in conglomerato verde che venne distrutto in antico. La parte più grande di tale sarcofago è rappresentata dal volto del re Ramses VI, oggi al British Museum.
Vennero rinvenute anche parti di un sarcofago antropomorfo in calcare, ma l’assenza di iscrizioni ha fatto supporre che provenisse da altre sepolture.
Oltre lo sconfinamento nella KV12, che costrinse a variare la profondità della camera funeraria, si deve a KV9 la salvaguardia della tomba KV62 di Tutankhamon; gli operai che lavorarono alla sua realizzazione, infatti, costruirono le loro capanne nello spiazzo antistante l’ingresso sopra quello che, evidentemente, doveva essere l’ingresso non più visibile della tomba sottostante. Ciò preserverà nei millenni la KV62 fino alla sua scoperta nel 1922 ad opera di Howard Carter.

## Decorazioni
Nonostante la tomba fosse conosciuta fin dall’antichità, al di là degli innumerevoli graffiti che ne ricoprono le pareti e il soffitto, e di minimi danni causati da inondazioni, le decorazioni dipinte, o in alto e bassorilievo, si presentano in ottimo stato.
Viene data particolare enfasi al dio Ra e, in luogo delle Litanie di Ra presenti in altre tombe, sono qui rappresentati capitoli del Libro delle Porte, del Libro delle Caverne . Sono inoltre rappresentati capitoli del Libro dei Morti, del Libro della Notte e del Libro del Giorno (ricompresi nei Libri dei Cieli). Nella camera funeraria capitoli del Libro della Terra, il re defunto con altre divinità, la resurrezione di Osiride. Il soffitto astronomico della camera funeraria vede la rappresentazione ancora di capitoli del Libro dei Cieli, nonché una duplice raffigurazione della dea Nut e delle ore del giorno e della notte.
Scarso il recupero di reperti funerari: frammenti di legno e di ushabty in calcare, nonché una moneta risalente all’imperatore romano Massimiano.

### Annotazioni
1. ↑  Le tombe vennero classificate nel 1827, dalla numero 1 alla 22, da John Gardner Wilkinson in ordine geografico. Dalla numero 23 la numerazione segue l’ordine di scoperta.
2. ↑  KV9 è, in assoluto, la tomba della Valle dei Re che presenta il maggior numero di graffiti, seguita dalla KV2 di Ramses IV con 656.
3. ↑  Georges Daressy (1864-1938), egittologo francese.

### Fonti
1. 1 2  Theban Mapping Project
2. ↑  Nicholas Reeves e Richard Wilkinson, The complete valley of the Kings, New York, Thames & Hudson, 2000, p. 164.
3. 1 2 3  Reeves e Wilkinson (2000), p. 165.
4. ↑  Reeves e Wilkinson (2000), p. 51.
5. ↑  Alexandre Piankoff (1897-1966), archeologo ed egittologo francese specializzato in epigrafia.
6. 1 2  Theban Mapping Project.
7. ↑  James Henry Breasted (1906), Ancient Records of Egypt, parte quarta, Chicago, edito in proprio.
8. ↑  Alberto Siliotti, Guida alla Valle dei Re, Vercelli, White Star, 2000, p. 64.
9. 1 2  Reeves e Wilkinson (2000), p. 164.
10. ↑  Alberto SIliotti (2000), p. 64.